# Vochysia diversa
Vochysia diversa är en tvåhjärtbladig växtart som beskrevs av Macbride. Vochysia diversa ingår i släktet Vochysia och familjen Vochysiaceae. Inga underarter finns listade i Catalogue of Life.